# Tamara Raya
María Tamara Raya Rodríguez, née le 27 août 1972, est une femme politique espagnole membre du Parti socialiste ouvrier espagnol (PSOE).
Elle est élue députée de la circonscription de Santa Cruz de Tenerife lors des élections générales de décembre 2015.

## Biographie

### Vie privée
Elle est divorcée et mère de deux enfants. Elle est scolarisée au collège public El Tejar puis à l'institut Agustín de Bethencourt.

### Profession
Elle réalise ses études à l'université de La Laguna où elle obtient une licence en sciences entrepreneuriales. Elle est également titulaire d'un master en direction et administration d'entreprises de l'Institut de formation de Madrid. Responsable de la sélection pour une filiale d'Adecco entre juillet 1999 et juillet 2000, elle devient directrice commerciale pour la zone nord de Tenerife en août suivant et reste en poste jusqu'en décembre 2007. Entre janvier 2008 et mai 2011, elle exerce comme responsable de conseil auprès de la direction régionale du groupe. Elle devient directrice des ressources humaines en novembre 2013 pour le compte d'une entreprise familiale horticole,.

### Activités politiques
Candidate lors des élections municipales de mai 2011, elle est élue conseillère municipale d'opposition de Puerto de la Cruz. Elle conserve son mandat lors du scrutin de mai 2015. Elle est également vice-secrétaire générale et secrétaire à l'Égalité du groupement socialiste local.
Proposée par le collectif pour l'égalité de Tenerife, elle est investie tête de liste dans la circonscription de Santa Cruz de Tenerife à l'occasion des élections générales de décembre 2015,. Avec 102 892 voix et 21,53 % des suffrages exprimés, sa liste remporte deux des sept mandats en jeu. Élue au Congrès des députés avec Francisco Hernández, elle siège à la commission de l'Emploi et de la Sécurité sociale ainsi qu'à la commission bicamérale chargée des Relations avec le Tribunal des comptes. Elle est choisie par son groupe comme porte-parole adjointe à la commission de l'Industrie, de l'Énergie et du Tourisme. À nouveau candidate lors du scrutin anticipé de juin 2016, elle conserve son mandat mais l'augmentation du score du PP et la fragmentation des partis fait perdre son siège à Hernández, au bénéfice du Parti populaire. Porte-parole adjointe de la commission de l'Emploi et de la Sécurité sociale après la destitution de Rocío de Frutos, elle est première secrétaire de la commission de l'Économie, de l'Industrie et de la Compétitivité. Elle soutient Susana Díaz à l'occasion du 39e congrès fédéral du PSOE. En avril 2018, elle est choisie comme deuxième vice-présidente de la commission d'enquête chargée d'étudier les raisons de l'accident du vol 5022 Spanair.